# Respiratory Medicine
Respiratory Medicine is een internationaal, aan collegiale toetsing onderworpen wetenschappelijk tijdschrift op het gebied van de pulmonologie.
De naam wordt in literatuurverwijzingen meestal afgekort tot Respir. Med.
Het wordt uitgegeven door Elsevier namens de British Thoracic Society en verschijnt 10 keer per jaar. Het eerste nummer verscheen in 1989.